# Station Cobh
Station Cobh  is een spoorwegstation in Cobh in het Ierse graafschap Cork. Het station is het eindpunt van de forenzenlijn Cork - Cobh. Tussen beide plaatsen rijdt op werkdagen in de spits ieder half uur een trein en daarbuiten elk uur, anderhalf uur of twee uur.